# 1999 RF56
1999 RF56 är en asteroid i huvudbältet som upptäcktes den 7 september 1999 av LINEAR i Socorro County, New Mexico.
Asteroiden har en diameter på ungefär 25 kilometer och den tillhör asteroidgruppen Hilda.